# Kaiserplatz (Karlsruhe)

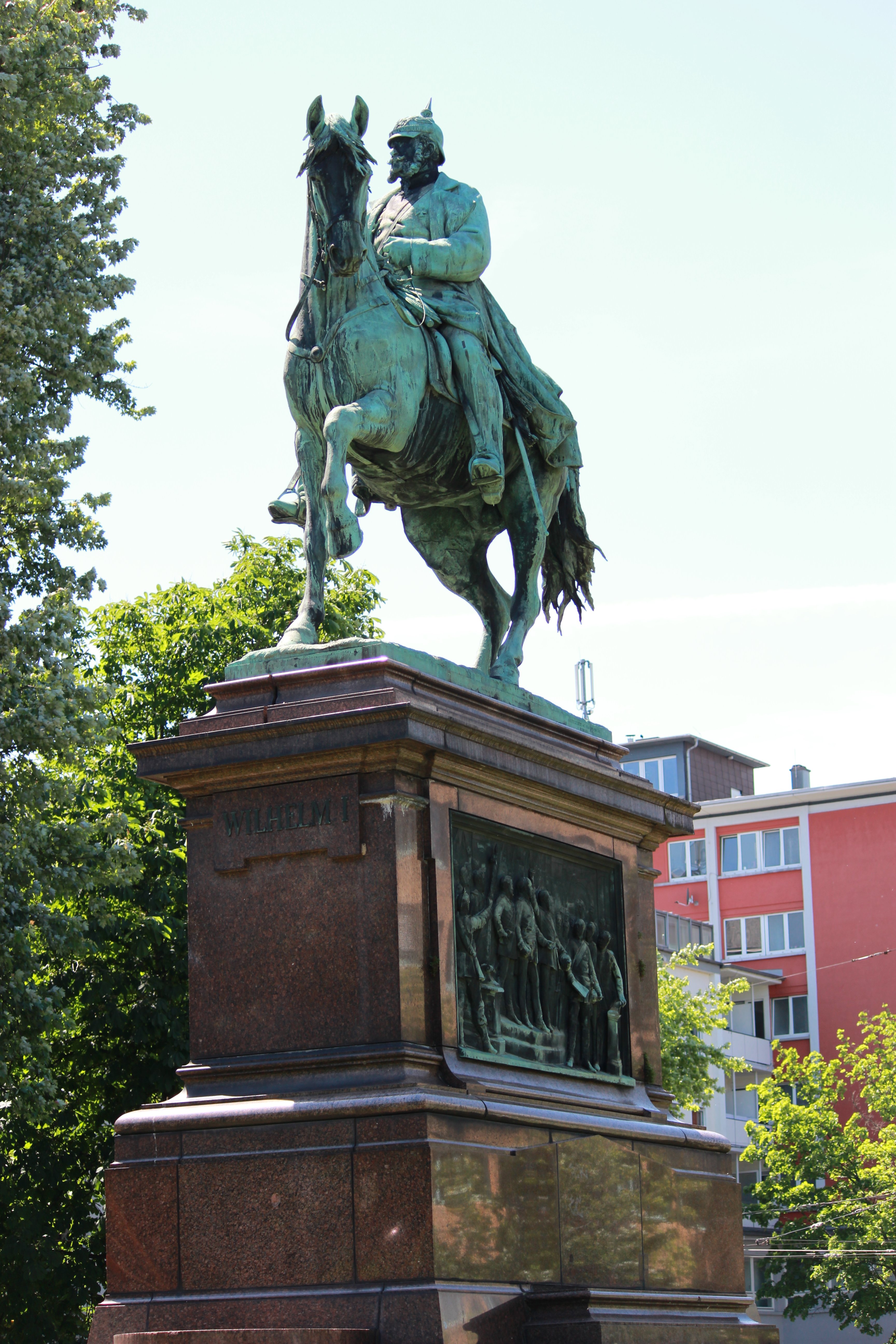
Statue équestre de l'empereur Guillaume.

La Kaiserplatz (place de l'Empereur) est une place de Karlsruhe en Allemagne située dans le quartier centre-ville-ouest, au bout occidental de la Kaiserstraße non loin de la tour de Mühlburg et de la limite entre le Weststadt et l'Innenstadt (centre-ville). On trouve au milieu de la place la statue équestre de Guillaume Ier par Adolf Heer, tournée vers l'est. 
La place doit son nom à l'empereur Guillaume (1797-1888), fondateur de l'unité allemande.

## Histoire

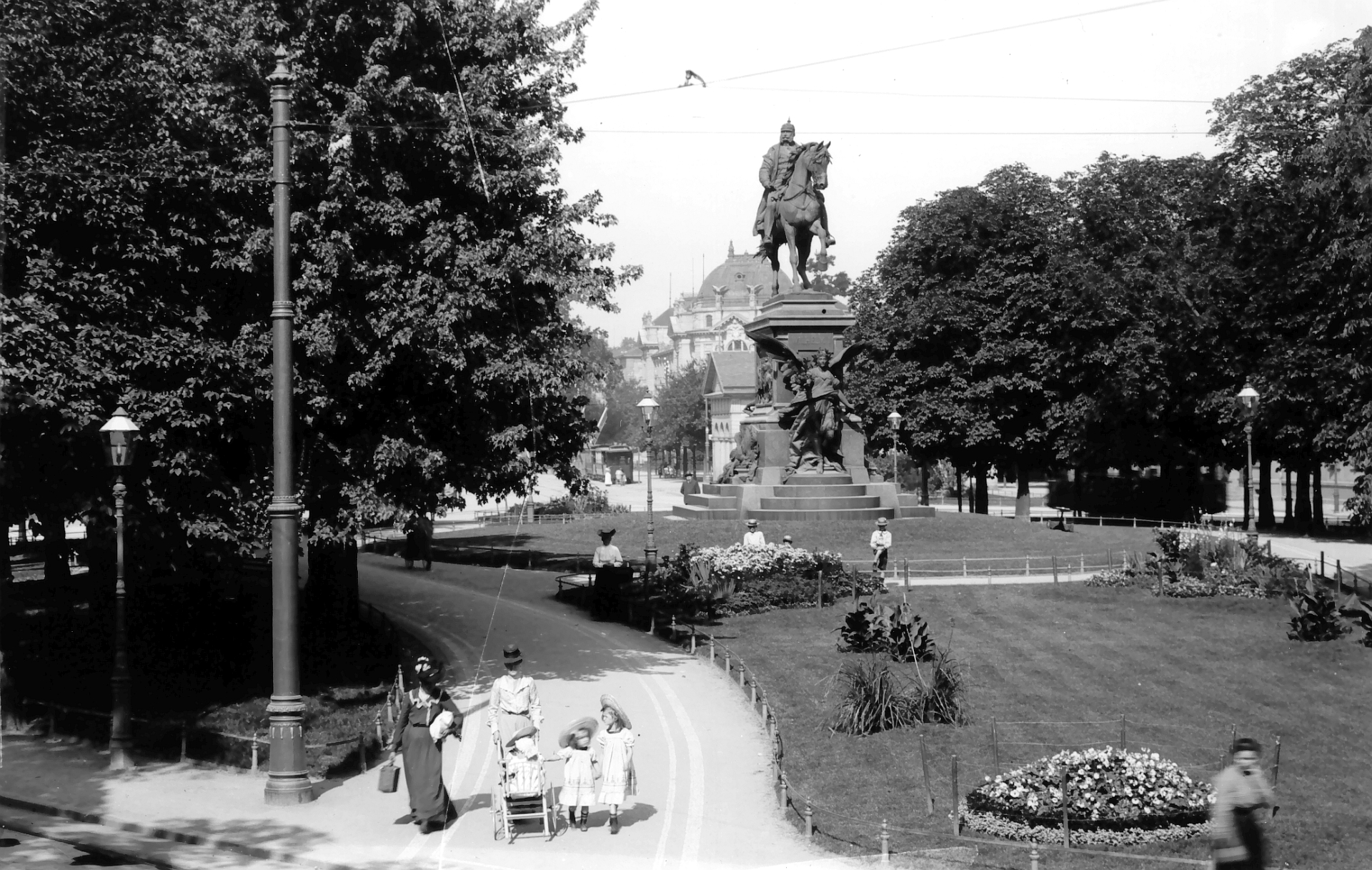
La place en 1906.

La place a été ouverte en 1889, sur un terrain non construit, occupé auparavant en grande partie par des jardins. La statue équestre de l'Empereur a été inaugurée en 1897. En 1998, des étudiants gauchistes du Markgrafen-Gymnasium de Karlsruhe ont temporairement érigé devant la statue des barricades en bois avec les noms des vingt-sept révolutionnaires exécutés de la révolution du grand-duché de Bade et ont accroché vingt-sept crânes, car Guillaume avait vaincu cette révolution en 1848-1849 en tant que général. En 2002, des tablettes de granit ont finalement été placées à l'est du monument, sur lesquelles les noms des révolutionnaires exécutés ont été inscrits.

## Constructions

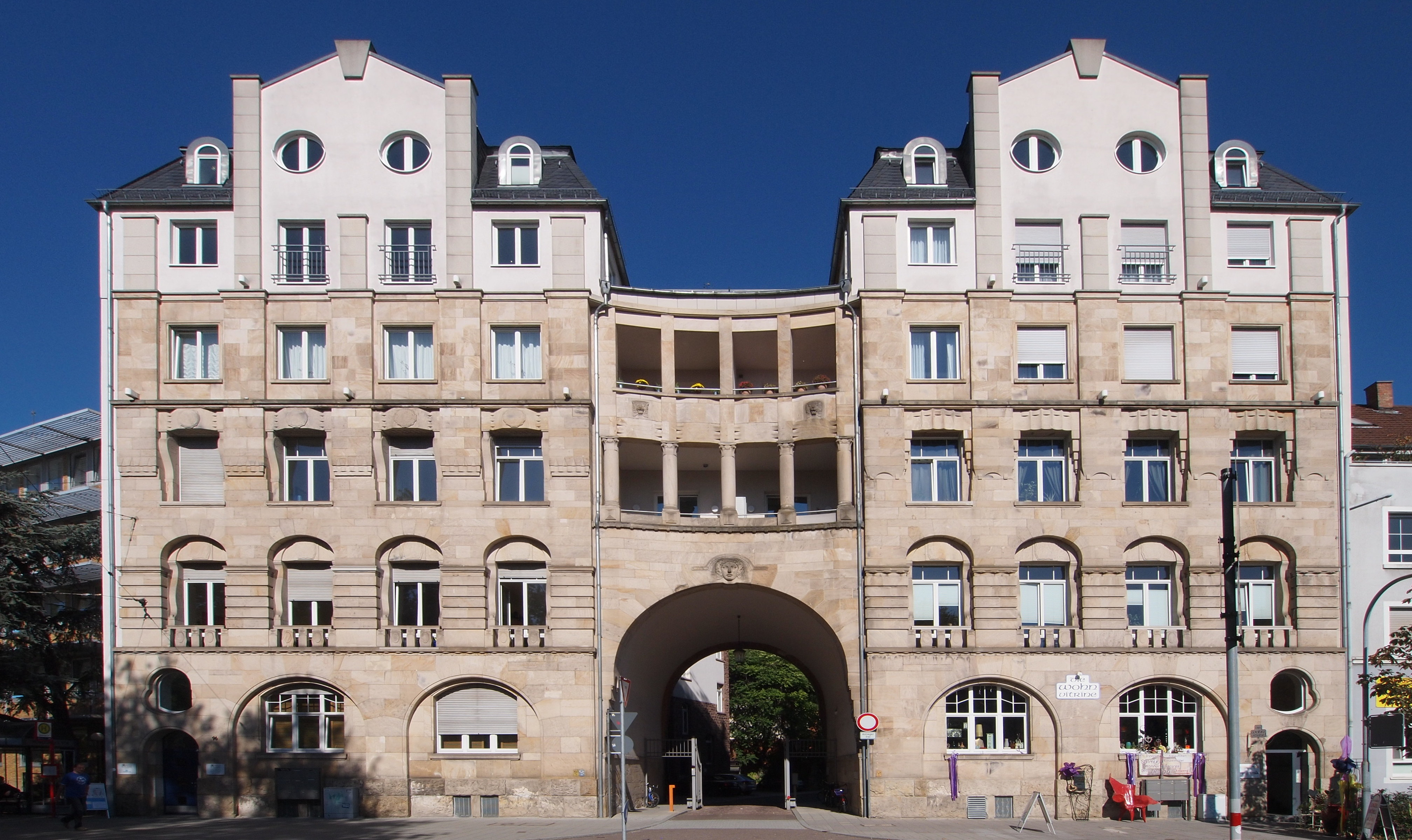
Immeuble d'habitation à porche du Jugendstil.

Du côté Nord de la place au bord de la Baischstraße, on remarque un grand immeuble avec portail en arcade et tours, en architecture Jugendstil.